# 黃田多喜夫
黃田多喜夫（日语：／ Ōda Takio，191？年—1998年），日本外交官、通產官僚，曾經擔任外務書記官、大東亞省電信課長、香港占領地外事部長、公平交易委員会總務部長、通產省通商局長、外務省經濟局長、日本駐丹麥公使、大使、日本駐印尼大使、外務審查官、外務次官、外務省顧問。

## 生平
黃田多喜夫畢業於廣島国泰寺高中與東京帝国大学。於1930年第39屆文官高等試驗外交科合格後加入日本外務省。1942年起任駐美大使館外務書記生與大東亞省電信課長，後在日佔香港擔任外事部長直到香港重光。回國後擔任公平交易委員会總務部長、通商產業省通商局長（通商監）、外務省經濟局長，其後擔任駐英國公使、駐丹麥公使、大使、駐印尼大使等要職。退休後任外務省顧問。

### 外事部長
黃田多喜夫在香港擔任外事部長期間，全權管理香港的對外事務及赤柱拘留營等囚禁外國戰俘的集中營，並開放外部向戰俘發送包裹。同時，他亦允許每週開放兩名身體虛弱的戰俘到法國醫院接受治療。此等政策獲得當時的戰俘認可，甚至一名神父讚揚黃田為「善良的日本人」（善良ナル日本人）。

## 外部連結
- 黃田多喜夫的肖像 （页面存档备份，存于）